# Paral·lel 28° sud
El paral·lel 28° sud és una línia de latitud que es troba a 28 graus sud de la línia equatorial terrestre. Travessa l'oceà Atlàntic, l'Àfrica, l'Oceà Índic, l'Australàsia, l'Oceà Pacífic i Amèrica del Sud.

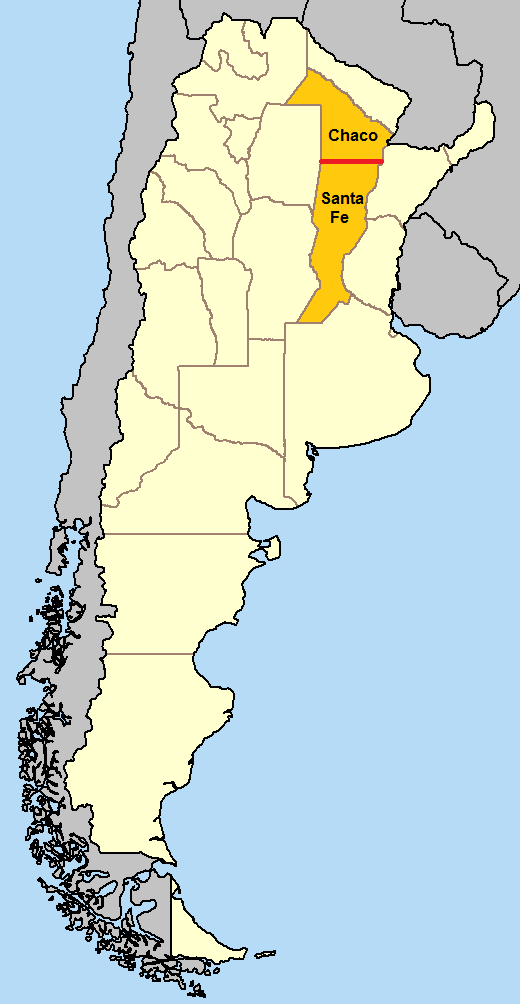
A Argentina, el paral·lel 28º defineix la frontera entre la província del Chaco i la província de Santa Fe.

En aquesta latitud el sol és visible durant 13 hores, 57 minuts durant el solstici d'hivern i 10 hores, 19 minuts durant el solstici d'estiu.

## Geografia
En el sistema geodèsic WGS84, al nivell de 28° de latitud sud, un grau de longitud equival a 98,361 km; la longitud total del paral·lel és de 35.410 km, que és aproximadament 88,0% de la de l'equador, del que es troba a 3.098 km i a 6.904 km del pol Sud

## Arreu del món
A partir del Meridià de Greenwich i cap a l'est, el paral·lel 28° sud passa per: 
| Coordenades                               | País. Territori o mar | Notes |
| ----------------------------------------- | --------------------- | --- |
| 28° 0′ S, 0° 0′ E / 28.000°S,0.000°E      | Oceà Atlàntic         | |
| 28° 0′ S, 20° 0′ E / 28.000°S,20.000°E    | Sud-àfrica            | Cap Septentrional Nord-oest - per uns 15 km Cap Septentrional - per uns 25 km Nord-oest - per uns 21 km Estat Lliure KwaZulu-Natal              |
| 28° 0′ S, 32° 35′ E / 28.000°S,32.583°E   | Oceà Índic            | |
| 28° 0′ S, 114° 8′ E / 28.000°S,114.133°E  | Austràlia             | Austràlia Occidental Austràlia Meridional Queensland                                                                                            |
| 28° 0′ S, 153° 26′ E / 28.000°S,153.433°E | Oceà Pacífic          | Passa al sud de Marotiri, Polinèsia Francesa |
| 28° 0′ S, 71° 9′ O / 28.000°S,71.150°O    | Xile                  | |
| 28° 0′ S, 69° 15′ O / 28.000°S,69.250°O   | Argentina             | El paral·lel defineix la frontera entre la província del Chaco i la província de Santa Fe. Passa vora la ciutat de Catamarca (28°28′S 65°47′W). |
| 28° 0′ S, 55° 23′ O / 28.000°S,55.383°O   | Brasil                | Rio Grande do Sul Santa Catarina |
| 28° 0′ S, 48° 38′ O / 28.000°S,48.633°O   | Oceà Atlàntic         | |